# Преднамеренное убийство (фильм, 1993)
«Преднамеренное убийство» (англ. Appointment For Killing) — американский телефильм 1993 года , триллер, снятый режиссёром Уильямом Грэмом. Фильм основан на реальных событиях. Сценарий написан на основе книги Сюзан Крэйн Бэкос «Appointment For Murder».
Главные роли в этом фильме исполнили Марки Пост, Корбин Бернсен, Дон Суэйзи, Лори О’Брайен, Джинн Купер и Сьюзан Барнс. Премьера фильма состоялась 22 ноября 1993 года в США.

## Сюжет
Уже 20 лет в городе происходят таинственные и зверские убийства. И Джойс пытается раскрыть это дело. В итоге выясняется, что убийства совершал дантист Стэн, причём убитыми оказываются мужья его любовниц. До этого убитые люди были застрахованы на большие суммы, и убийца вместе со своими сообщницами получал страховое возмещение.
Для того, чтобы вывести убийцу на чистую воду, Джойс страхует своего мужа на очень крупную сумму и пытается завести любовные отношения с возможным убийцей. В итоге помощь в раскрытии дела оказывает и бывшая жена зубного врача. Убийца Стэн имеет реального прототипа Гленнона Энгельманна (англ. Glennon Engelmann).

## В ролях
- Марки Пост — Джойс
- Корбин Бернсен — Стэн
- Дон Суэйзи — Дак
- Джинн Купер — Рената
- Сьюзан Барнс — Глория
- Мэттью Бест — Кристофер
- Келси Грэммер — Рон Мак Нэлли
- Лори О'Брайен
- Даниэль фон Зернек

## Съёмочная группа
- Произведение: Сюзан Крэйн Бэкос
- Автор сценария: Карен Кларк
- Режиссёр: Уильям Грэм
- Оператор: Дэннис Левистон
- Композитор: Крис Боардман
- Монтаж: Дрэйк Силлиман
- Продюсер: Рэнди Суттер
- Исполнительные продюсеры: Патрисия Майер, Роберт Сертнер и Франк фон Цернек

## Технические данные
- США, 1993 год, телефильм, киностудия Von Zerneck Sertner Films
- Видео — цветной, 87 мин., 1.33 : 1
- Аудио — стерео
- Оригинальный язык — английский

## Названия в разных странах
- Appointment For Killing, Appointment for a Killing
- Преднамеренное убийство
- Verabredung mit einem Killer
- Consulta para a Morte